# CKay the First
 (août 2022).
La mise en forme du texte ne suit pas les recommandations de Wikipédia : il faut le « wikifier ».
Les points d'amélioration suivants sont les cas les plus fréquents. Le détail des points à revoir est peut-être précisé sur la page de discussion.
- Les titres sont pré-formatés par le logiciel. Ils ne sont ni en capitales, ni en gras.
- Le texte ne doit pas être écrit en capitales (les noms de famille non plus), ni en gras, ni en italique, ni en « petit »…
- Le gras n'est utilisé que pour surligner le titre de l'article dans l'introduction, une seule fois.
- L'italique est rarement utilisé : mots en langue étrangère, titres d'œuvres, noms de bateaux, etc.
- Les citations ne sont pas en italique mais en corps de texte normal. Elles sont entourées par des guillemets français : « et ».
- Les listes à puces sont à éviter, des paragraphes rédigés étant largement préférés. Les tableaux sont à réserver à la présentation de données structurées (résultats, etc.).
- Les appels de note de bas de page (petits chiffres en exposant, introduits par l'outil «  Source ») sont à placer entre la fin de phrase et le point final[comme ça].
- Les liens internes (vers d'autres articles de Wikipédia) sont à choisir avec parcimonie. Créez des liens vers des articles approfondissant le sujet. Les termes génériques sans rapport avec le sujet sont à éviter, ainsi que les répétitions de liens vers un même terme.
- Les liens externes sont à placer uniquement dans une section « Liens externes », à la fin de l'article. Ces liens sont à choisir avec parcimonie suivant les règles définies. Si un lien sert de source à l'article, son insertion dans le texte est à faire par les notes de bas de page.
- La présentation des références doit suivre les conventions bibliographiques. Il est recommandé d'utiliser les modèles {{Ouvrage}}, {{Chapitre}}, {{Article}}, {{Lien web}} et/ou {{Bibliographie}}. Le mode d'édition visuel peut mettre en forme automatiquement les références.
- Insérer une infobox (cadre d'informations à droite) n'est pas obligatoire pour parachever la mise en page.

Pour une aide détaillée, merci de consulter Aide:Wikification.
Si vous pensez que ces points ont été résolus, vous pouvez retirer ce bandeau et améliorer la mise en forme d'un autre article.
Albums de CKay
Who the Fuck Is CKay?
(2017) Boyfriend
(2021)
Singles
1. Way
Sortie : 16 août 2019
2. Love Nwantiti
Sortie : 29 août 2019

CKay the First est le deuxième EP de l'auteur-compositeur-interprète nigérian CKay. Il est sorti le 30 août 2019 chez Chocolate City via Warner Music Group. Il a été autoproduit par CKay, avec une production supplémentaire de Tempoe, Real Btee et son producteur exclusif Audu Maikori. Il présente des apparitions invitées de DJ Lambo, BOJ, Blaqbonez et Barry Jhay.

## Contexte et version
Le premier single de l'EP, Way avec DJ Lambo, est sorti le 16 août 2019. Il a été produit par CKay lui-même. Le 18 octobre 2019, CKay a sorti le clip de Way, tourné et réalisé par Clarence Peters.

## Composition
Le premier titre DTF a été décrit comme "impertinent et plein d'entrain".
Love Nwantiti est une chanson d'amour avec un son afrobeats lo-fi et résonnant. CKay a été appelé "drunk in love" sur la chanson, sur laquelle il chante "Without you I go fit fall and die, without you I go give up my life" (Sans toi je vais tomber en forme et mourir, sans toi je vais abandonner ma vie).
Kalakuta partagerait des adlibs similaires à Dapada de Dremo et Mayorkun. Sur la chanson, CKay échantillonne également quelques adlibs de Fela.
Way avec DJ Lambo est un morceau uptempo qui interpole la 5ème symphonie de Beethoven. Les paroles "prosaïques" voient CKay se vanter de son "style de vie de luxe".
Ski Ski a été comparé à l'ouverture de "Nobody Fine Pass You" de T-Classic. On a dit que les paroles de 34 secondes "ressemblaient à quelque chose de l'allée Rema.
Oliver Kahn avec BOJ est un autre morceau Afrobeats, tandis que Like to Party avec Blaqbonez est une chanson de club. Beeni avec Barry Jhay a été appelé "un autre disque hors concours".

## Réception critique
Dans une critique pour Pulse Nigeria, Motolani Alake a écrit : "Encore une fois, CKay fait de bonnes chansons, mais la plupart d'entre elles ont des perspectives de 'hit' très minimes. [. . . ] Tout au long de CKay The First, les chansons sont bonnes et surtout séduisantes. Même ceux sans attrait trouveront probablement un public de niche. Le problème est de savoir si l'une des chansons sonne comme des tubes. La question est de savoir si l'une de ces chansons pourrait faire passer CKay de C5 à B3. Après tout, le grand public nigérian assiste à un changement de garde et CKay est bien plus talentueux que la plupart des gars qui fabriquent des tubes".
Dans une critique pour Culture Custodian, Michael Kolawole a déclaré : "Cet EP montre que Ckay est toujours un travail en cours. C'est un album qui se tord et se balance, essayant de trouver une forme et de marquer les esprits. Les chansons sont vibrantes et éclatantes de style. Mais ils ne s'engagent pas. Les paroles sont trop basiques pour impressionner. Les chansons sont du fourrage pop radiophonique qui ne supportera pas la scène musicale nigériane animée. Néanmoins, c'est un saut amélioré par rapport à son effort précédent. Peut-être que Ckay pourrait faire mouche lors de sa prochaine offre (c'est-à-dire s'il travaille suffisamment)".

## Liste des pistes
| 1.    | DTF                             | - Chukwuka Ekweani - Abraham Obot   | Real Btee | 3:31 |
| 2.    | Love Nwantiti                   | Ekweani                             | CKay      | 2:26 |
| 3.    | Kalakuta                        | Ekweani                             | Tempoe    | 2:40 |
| 4.    | Way (feat. DJ Lambo)            | - Ekweani - Olawunmi Okerayi        | CKay      | 2:32 |
| 5.    | Ski Ski                         | Ekweani                             | Tempoe    | 3:07 |
| 6.    | Oliver Kahn (feat. BOJ)         | Ekweani                             | CKay      | 2:53 |
| 7.    | Like to Party (feat. Blaqbonez) | - Ekweani - Emeka Akumefule         | Tempoe    | 2:52 |
| 8.    | Beeni (feat. Barry Jhay)        | - Ekweani - Oluwakayode Jr. Balogun | Tempoe    | 3:19 |
| 23:20 |                                 |                                     |           |      |

## Personnel
- Chukwuka Ekweani - artiste principal, écrivain, production (piste 2, 4, 6)
- Audu Maikori - producteur exécutif
- Real Btee - production (piste 1)
- Tempoe - production (piste 3, 5, 7, 8)

## Classements
| Classements (2021)            | Meilleure position |
| ----------------------------- | ------------------ |
| Canada (Canadian Albums)      | 20                 |
| Danemark (Tracklisten)        | 24                 |
| Pays-Bas (Mega Album Top 100) | 12                 |
| France (SNEP)                 | 35                 |
| États-Unis (Billboard 200)    | 117                |
| États-Unis (World Albums)     | 3                  |

| Classements (2021)            | Position |
| ----------------------------- | -------- |
| Pays-Bas (Mega Album Top 100) | 89       |

## Historique de sortie
| Région | Date         | Format                       | Étiquette                 |
| ------ | ------------ | ---------------------------- | ------------------------- |
| Divers | 30 août 2019 | - Téléchargement - streaming | - Chocolate City - Warner |